# Tekken: Blood Vengeance
«Теккен: Кровная месть» (яп. 鉄拳ブラッド・ベンジェンス Тэккэн: Бураддо Бэндзэнсу, англ. Tekken: Blood Vengeance) — полнометражный аниме CG-фильм, основанный на серии игр Tekken от компании Namco. Премьерный показ фильма состоялся во всех кинотеатрах Японии 3 сентября 2011 года.

## Сюжет
В фильме представлена альтернативная история, происходившая между событиями игр пятой и шестой частей.
Лин Сяоюй, ученица политехнической школы Мисима и мастер китайских боевых искусств, исключена из своей школы благодаря стараниям Анны Уильямс, нового куратора Сяоюй. Задача Сяоюй состоит в поступлении в Международную академию Кёгоку, чтобы найти там студента по имени Син Камия. Сяоюй соглашается, надеясь таким образом наладить контакт с Дзином Кадзама, который когда-то был её близким другом.
В Кёгоку Сяоюй встречает странную девушку по имени Алиса Босконович, а позже спасает Сина, упавшего с крыши школы. Позже Сяоюй узнает от Алисы, что Син уже неоднократно падал с крыши. Сяоюй пытается наладить контакт с Сином и узнает, что он раньше был другом Дзина и учился в школе Мисима. Вскоре Сина похищают, и выясняется, что Алиса — боевой андроид, посланный Мисима Дзайбацу следить за Сином. Позднее Сяоюй и Алиса объединяются, чтобы найти Сина и выяснить его связь с семьёй Мисима.

## Персонажи
- Лин Сяоюй (яп. リン・シャオユウ Рин Сяою:) — ученица школы Мисима, главная героиня фильма. Послана Анной Уильямс в Академию Кёгоку, чтобы узнать всё о Сине Камия. Сэйю — Маая Сакамото.
- Алиса Босконович (яп. アリサ・ボスコノビッチ Ариса Босуконобитти) — боевой андроид, созданный корпорацией Мисима. Послана в Академию Кёгоку, чтобы установить контакт с Сином Камия. Сэйю — Юки Мацуока.
- Дзин Кадзама (яп. 風間 仁 Кадзама Дзин) — руководитель корпорации Мисима Дзайбацу. Сэйю — Иссин Тиба.
- Кадзуя Мисима (яп. 三島 一八 Мисима Кадзуя) — отец Дзина, руководитель корпорации G. Сэйю — Масанори Синохара.
- Нина Уильямс (яп. アンナ・ウィリアムズ Нина Вириамудзу) — наёмная убийца родом из Ирландии. Телохранитель Дзина Кадзама и куратор Алисы. Сэйю — Ацуко Танака.
- Анна Уильямс (яп. アンナ・ウィリアムズ Анна Вириамудзу) — младшая сестра Нины. Также является киллером. Телохранитель Кадзуи Мисима и куратор Сяоюй. Сэйю — Акэно Ватанабэ.
- Ли Чаолан (яп. リー・チャオラン Ри Тяоран) — один из учителей Академии Кёгоку, куда была направлена Сяоюй. Ли богат и эксцентричен, что не помешало ему дать убежище Алисе и Сяоюй по ходу сюжета. Несмотря на то, что по сюжету игр серии он является сводным братом Кадзуи, в фильме об их связях не упоминается. Сэйю — Рётаро Окиаю.
- Панда (яп. パンダ) — огромный бамбуковый медведь, питомец Сяоюй.
- Син Камия (яп. 神谷 真 Камия Син) — новый персонаж, бывший одноклассник Дзина. Вероятно, как-то связан с пропавшим Хэйхати Мисима. Сэйю — Мамору Мияно.

## Издания
- Специально для консоли Playstation 3 22 ноября 2011 года был выпущен комплект Tekken Hybrid. При запуске диска на игровой консоли предоставляется возможность сыграть в Tekken Tag Tournament, исполненный в HD-разрешении, а также в демоверсию Tekken Tag Tournament 2: Prologue, где представлены 4 персонажа — Сяоюй, Алиса (их можно переодеть в киотскую школьную форму, представленную в фильме), и Дьяволы Дзин и Кадзуя, чей облик также переработан в соответствии с их внешним видом в фильме.
- Издание Tekken Hybrid: Limited Edition, которое будет выпущено в Северной Америке, содержит в себе диск с фильмом, официальный саундтрек и артбук. Японское издание фильма выпускается в особой обложке, на которой изображены арты Сяоюй и Алисы в исполнении художника Сюнъи Ямасита.
- Для игровой консоли Nintendo 3DS была выпущена игра Tekken 3D: Prime Edition, где также присутствует фильм.